# 酮-烯醇互变异构

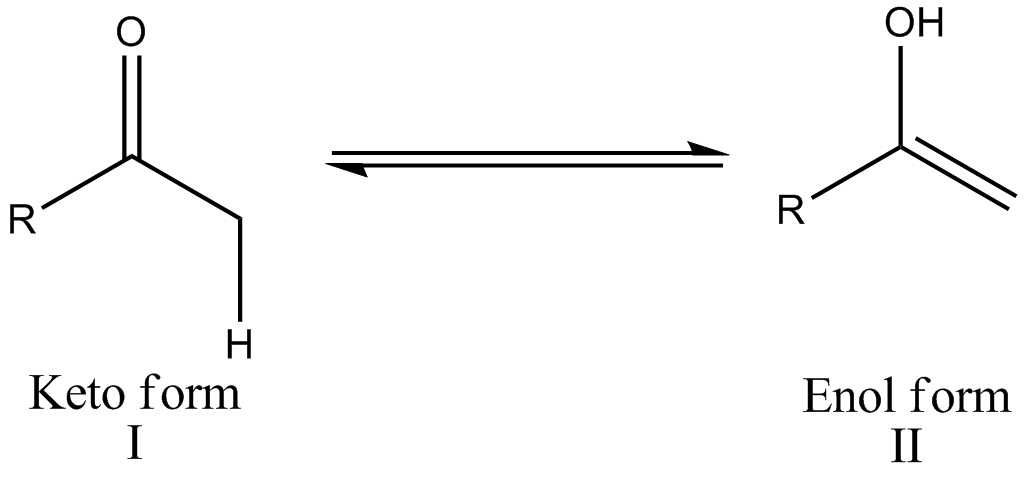
（I）酮式和（II）烯醇式

在有機化學中，酮-烯醇互變異構（Keto-Enol Tautomerism）是指因酮或醛和烯醇之間的化學平衡。酮或醛和烯醇稱為互變異構體。此平衡出現的原因是，酮和醛等羰基化合物具有酸性的α-質子，在不同的pH值下進行質子的轉移，形成酮式和烯醇式。所以，烯醇式是酮和醛的一種存在形式，不同的酮在溶液中，有不同的烯醇式含量，可以經由1H核磁共振所測定。一般烯醇式的含量由5%至95%不等，視乎羰基化合物的结构、溫度、溶劑和pH值等。

## 機理
酮和烯醇的互變受pH值所影響，所以可由酸或鹼催化。
- 酸催化反應

- 鹼催化反應

## 例子
以下列舉一些酮和烯醇互變的例子及其平衡常數K。平衡常數定義為烯醇的濃度除以酮的濃度。
脂肪族的酮多以酮式存在，如丙酮的K值較小。乙醯丙酮的K值較大，可以烯醇式存在，原因是其烯醇結構能被生成的氫鍵所穩定。而苯酚則基本上以烯醇式存在，其K值極大，原因是結構中有穩定的苯環。